# Pánico en el metro
Pánico en el metro (Mетро en V. O., transl.: Metro) es una película de acción catastrófica rusa de 2013 dirigida por Anton Megerdichev y protagonizado por Sergei Puskepalis y Anatoliy Belyý. El film está basado en la novela homónima de Dmitri Safonov.

## Argumento
Durante los años 30, los operarios del Metro de Moscú ampliaron la red metropolitana pasando por debajo del río Moscova. A lo largo de los años, el túnel por el que pasa la correspondiente línea empieza a resquebrajarse poco a poco y filtrándose agua a causa del terreno por el que pasa el metro. 
En el presente, la grieta se hace más notable y al ver que el agua cae con más frecuencia, el supervisor de la línea (Sergei Sosnovskiy) da parte del incidente a sus supervisores, pero no creen que el problema sea tan importante como para suspender el servicio metropolitano. Ese mismo día, Andrei Garin (Sergei Puskepalis), un padre de familia infeliz y resignado por las infidelidades de su mujer, Irina (Svetlana Khodchenkova) debe llevar a su hija, Ksenya (Anfisa Vistingausen), al colegio. Para ello optan por coger el metro cuando, harto de esperar a un coche mal aparcado que les impide salir, empieza a impacientarse.
Una vez que suben al tren todo parece ir normal hasta que parte del túnel que pasa por el río se viene abajo entre Sadovaya (donde cunde el pánico cuando los pasajeros descubren que empieza a llenarse de agua la estación) y Park kultury, además del resto de la línea circular (con enlace a las demás y que podrían ser afectadas en diez minutos). En consecuencia, el maquinista activa el freno de emergencia y descarrila el tren provocando un gran número de víctimas mortales dentro de los vagones y también la de unos supervivientes que tras intentar salir por la próxima estación fallecen electrocutados cuando se produce una descarga al apagar el suministro eléctrico.
No obstante, aún permanecen un grupo reducido de supervivientes que tratarán de salir del túnel en una carrera a contrarreloj. Entre los afortunados se encuentran una indigente que se coló en la estación huyendo de la policía, un guía conocedor de las líneas, una joven con problemas respiratorios y un hombre con fobia al agua además de Andrei, su hija y el amante de Irina, el cual provoca conflictos dentro del grupo.

## Reparto
- Sergei Puskepalis es Andrei Garin.
- Anatoliy Belyý es Vladislav Konstantinov.
- Svetlana Khodchenkova es Irina "Ira" Garina.
- Anfisa Vistingausen es Ksenia "Ksyusha" Garina.
- Aleksei Bardukov es Denis Istomin.
- Katerina Spitsa es Alisa.
- Elena Panova es Galina Dergach.
- Stanislav Duzhnikov es Mikhail.
- Aleksandr Yakovlev es Aleksei Valeiev (maquinista del tren 17).
- Ivan Makarevich es Vasya Liutin (copiloto del tren 17.
- Sergei Sosnovskiy es Sergeich (supervisor de las líneas).
- Konstantin Ovsyannikov es Borya (maquinista del tren 42).
- Kirill Pletnyov es Nazimov (reportero de TV).
- Dmitriy Orlov es Seryoga (camarógrafo de TV).

## Producción
Una de las diferencias respecto a la novela, es que en la obra de Safonov los sucesos tienen lugar entre las estaciones de Tushinskaya y Shchukinskaya (Línea 7) además de la estación sin servicio de Spartak (conocida en la novela como Volokolamskaya.). Sin embargo el tramo entre ambas estaciones (localizadas entre el canal de Moscú no era lo bastante interesante para el equipo de producción, los cuales se encontraron también con la oposición de los directores del metro moscovita para filmar en las estaciones. Como alternativa, tuvieron la idea de rodar en el Metro de Minsk, pero descartaron los planes tras el atentado de 2011 en Oktyabrskaya. Finalmente el rodaje pudo seguir adelante en Samara, dónde los operarios del metro dieron el visto bueno para rodar algunas escenas en Alabinskaya (en aquel entonces, en obras). Una de las escenas tuvo lugar en el depósito de trenes del Metro, mientras que los aledaños de Sadovaya tuvieron lugar en la Plaza Zubovskoi y la final en la Calle Novodevichi (ambas en Moscú).
El rodaje empezó el 6 de mayo de 2011 en Moscú, mientras que las secuencias de Borodinskaya fueron filmadas en Samara del 9 al 25 de octubre. A causa del polvo que había en el hormigón del túnel del metropolitano, el equipo de producción y artístico iban con mascarillas. Aprovechando que el tramo aún estaba en obras, construyeron una piscina para recrear el efecto de las inundaciones. El trabajo de aquellos días fue complicado para los actores a causa de las bajas temperaturas, razón por la cual en una de las escenas de la película se puede ver a Garin exhalando vaho por la boca. También cabe destacar que en otras escenas era imprescindibles el uso de trajes isotérmicos para conservar el calor corporal mientras se encontraban en el agua. Entre los extras, había actores teatrales de toda la región.
En los créditos también aparece Pyotr: un perro mestizo entre yorkshire terrier y pinscher, sin embargo, Anfisa declaró que recurrieron a varios perros más y que Pyotr tuvo un ataque de ansiedad en el agua.
Los trenes utilizados (el 17 y el 42) son propiedad del Metro de Samara. Para coordinar ambos convoyes, el tren 17 circulaba en dirección opuesta al accidente mientras que el 42 fue el set donde tiene lugar la acción. Para recrear la catástrofe, se fabricó un túnel de 117 metros de longitud para captar las escenas del interior y los primeros planos de los vagones. Para las escenas principales se creó una maqueta del túnel con una longitud de 1:03 a escala de 20 metros cerca de la piscina, la cual tenía capacidad de tres toneladas. Tras finalizar la maqueta, no contaron con el tamaño de las cámaras, demasiado grandes en comparación, por lo que tuvieron que picar parte del techo. La escena del búnker por dónde los actores debían salir mientras subía el nivel del agua se rodó en un plató aparte. Para los intérpretes, fue una de las escenas más difíciles debido al espacio reducido del set ya que estaban demasiado pegados a los técnicos y uno de los trípodes en los que había una cámara hizo un agujero en la pared. Spitsa y Belyý afirmaron haber experimentado una sensación claustrofóbica, sobre todo cuando el nivel del agua desciende bruscamente para recrear el efecto de la retirada del agua.
Los efectos visuales del flujo fluvial fueron elaborados por los estudios Amalgama, Piastro VFX, Ulitka, Main Road|Post y Algous Studio con Boris Lutsuk como supervisor de VFX, mientras que la renderización del accidente del tren fue llevada a cabo por los estudios CGF. El total de tomas de efectos especiales realizadas fue de aproximadamente 900, de las cuales, 400 fueron con agua simulada. La simulación de la catástrofe duró dos semanas.